# Ilze Juhansone
Ilze Juhansone (née en 1971) est une fonctionnaire européenne et ancienne diplomate lettone. Depuis août 2019, elle est - d’abord par intérim, puis de manière permanente - la secrétaire générale de la Commission européenne.

## Études
Elle obtient une maîtrise en philologie en 1994 et une maîtrise en droit en 2005, à l'université de Lettonie. 

## Carrière
De 2008 à 2011, elle est la directrice générale des affaires européennes du Ministère letton des Affaires étrangères. De 2011 à 2015, elle devient représentante permanente de la Lettonie auprès de l'Union européenne. 
À partir d'octobre 2015, elle occupe le poste de secrétaire générale adjointe de la Commission européenne chargée des relations interinstitutionnelles et extérieures. 
En août 2019, elle devient secrétaire générale par intérim de la Commission européenne, après la démission de l'allemand Martin Selmayr.

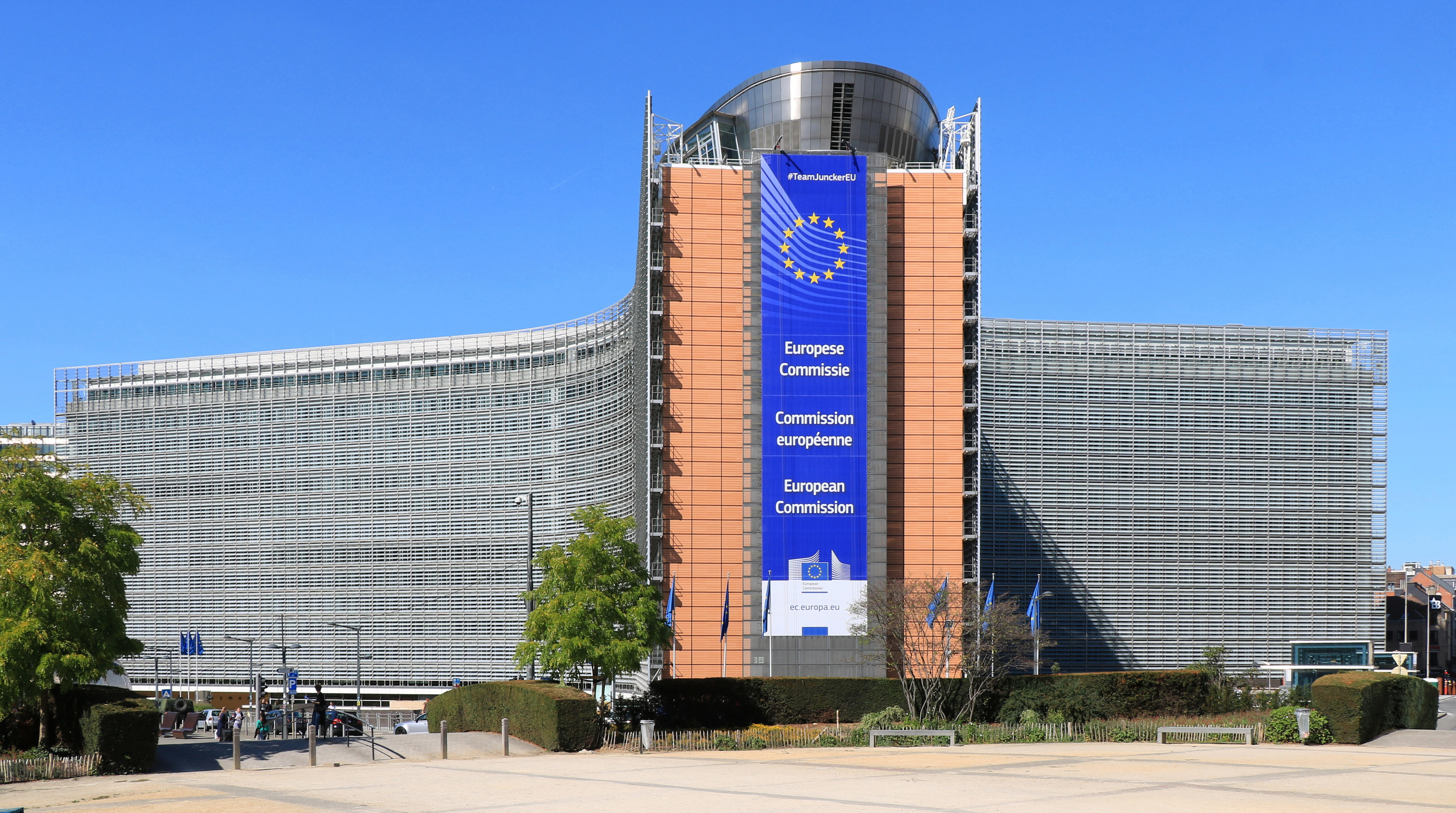
Le siège de la Commission européenne à Bruxelles dont Ilze Juhansone est secrétaire générale à partir de 2019.

## Distinctions
Le 4 mai 2014, Ilze Juhansone est décorée de l'ordre des Trois Étoiles, 3e classe.  